# シュガーパレード
シュガーパレードは、日本のポップロックバンド。
株式会社ピーチイズ運営。千歳烏山にてライブバー「J-mood」を営業。
3人組で、東京を中心に愛知、大阪をはじめ全国で活動を行っている。

## メンバー
※公式サイトの「PROFILE」に準拠。
- MoMoka  （10/3：O型）：vocal
- Hiro（9/12：O型）：guitar
- Yasuhiro（5/6：AB型）：drums

## 略歴

### 【2013年】
本格的活動開始
〈CD〉
- ファーストマキシシングル「未来への約束」を発売。

〈Live〉
- レコ発ワンマンライブを渋谷aubeにて開催。

### 【2014年】
〈CD〉
- セカンドマキシシングル「初雪」を発売。
- ファーストミニアルバム「7～SEVEN～」をZERO COOLより全国発売。
- セカンドミニアルバム「8～EIGHT～」を発売。

〈Live〉
- 自主企画ライブ「NEVERLAND Vol.1」を下北沢MOSAiCにて開催。
- レコ発自主企画ライブ「NEVERLAND Vol.2」を代官山LOOPにて開催。
- 全国13ヵ所を回るライブツアー"OVER THE RAINBOW"を開催。初日と最終日には下北沢MOSAiCにてワンマンライブを成功させる。

### 【2015年】
〈Radio〉
- 仙台エフエムたいはく「シュガーパレードMoMokaのシンデレラタイム」。自身がパーソナリティのラジオ番組がスタート。

〈Live〉
- 東京で3度のワンマンライブを開催。全日程をソールドアウト。

### 【2016年】
〈CM〉
- 洋服の青山 店頭CM＆ネットCM出演。使用楽曲「My HERO」「初雪」。

〈Live〉
- 3周年記念ワンマンライブ(2公演)を駒沢STRAWBERRY FIELDSにて開催。共にソールドアウト。
- ボーカルMoMokaのバースデーワンマンライブ(2公演)を渋谷サラヴァ東京にて開催。

### 【2017年】
〈Live〉
- ボーカルMoMokaのバースデーワンマンライブ(2公演)を駒沢STRAWBERRY FIELDSにて開催。共にソールドアウト。

### 【2018年】
〈CD〉
- サードミニアルバム「ハローグッバイ」を発売。

〈Radio〉
- 渋谷クロスFM「渋谷DEもっさんタイム」。ゲストMCとしてのレギュラー出演がスタート。

〈Live〉
- 5周年Anniversary Oneman Live Tourと題して、東京・名古屋・大阪の3大都市で全5公演のワンマンライブを開催。

〈配信〉
- 11月25日よりSHOWROOM配信スタート。

### 【2019年】
〈CD〉
- アコースティックミニアルバム「パレルヤ」を発売。

〈TV〉
- アコースティックミニアルバム「パレルヤ」収録の「NEVERLAND」が、3番組の11月度エンディングテーマに決定。UX新潟テレビ21「まるどりっ！サプリ」、UX新潟テレビ21「ヤンごとなき！」、KFB福島放送「ヨジデス」。

〈Radio〉
- TOKYO FM「SHOWROOM主義」。番組のジングルを担当。

〈Live〉
- アコースティックワンマンライブツアーを東京・仙台・名古屋・大阪の4都市にて、全6公演開催。
- レコ発主催ライブツアーを東京・名古屋・大阪にて開催。
- ボーカルMoMokaのバースデーワンマンライブを初台DOORSにて開催。

- 2019年大感謝祭ワンマンライブを駒沢STRAWBERRY FIELDSにて開催。

### 【2020年】
株式会社ピーチイズを設立。
〈CD〉
- サードマキシシングル「彼氏レシピ / Neverland」を発売。

〈Live〉
- 全国制覇決起集会を3ヵ月連続で開催。
- 配信ワンマンライブを4月から5ヶ月連続で開催。
- 10/4のワンマンを皮切りに全国5都市のリリースツアーを開催。

### 【2021年】
ライブバー「J-mood」を千歳烏山にオープン。
〈CD〉
- フォースマキシシングル「A Beginning」を発売。2ヶ月で650枚の予約を達成。

〈Live〉
- ボーカルMoMokaのバースデーワンマンライブを渋谷GUILTYにて開催。
- 夏には8周年記念ツアー、冬に全国ツアー2021を開催。

### 【2022年】
- 「A Beginning」がドイツのiTunes J-POP アルバムチャート1位を獲得。
- 「A Beginning」のMusic VideoをYouTubeにて公開[4]。2万回再生を突破。

〈Live〉
- 春に4大都市無料ワンマンライブツアーを開催。

- 全国7都市にて9周年記念ツアーを開催し、ツアーファイナルは渋谷Spotify O-WESTにてボーカルMoMokaのバースデーワンマンライブを開催。

### 【2023年】
〈CD〉
- メジャーシングル「Be my love」をユニバーサルミュージックよりリリースしメジャーデビュー。オリコンデイリーチャートで2位、週間チャートで23位を獲得。「Be my love」のMusic VideoをYouTubeにて公開[5]。

〈Live〉
- 10周年を記念した全国47都道府県を廻るツアーだけではなく、韓国とハワイにて海外ライブを行う。ツアーファイナルは新宿ReNYにてワンマンライブを開催。

### 【2024年】
〈CD〉
〈Live〉
- 7月より11周年記念ツアーを開催。ツアーファイナルは10/3赤羽ReNYαにてボーカルMoMokaバースデーワンマンライブを開催予定。

## ディスコグラフィ

### シングル
|     | 発売日         | タイトル               | 収録曲                        | 備考 |
| --- | -------------- | ---------------------- | ----------------------------- | --- |
| 1st | 2013年10月09日 | 未来への約束           | 1. 未来への約束               | 五味誠(ZEPPET STORE)プロデュース |
| 1st | 2013年10月09日 | 未来への約束           | 2. 恋人未満                   | 五味誠(ZEPPET STORE)プロデュース |
| 1st | 2013年10月09日 | 未来への約束           | 3. Good-Bye                   | 五味誠(ZEPPET STORE)プロデュース |
| 2nd | 2014年02月12日 | 初雪                   | 1. 初雪                       | 五味誠(ZEPPET STORE)プロデュース |
| 2nd | 2014年02月12日 | 初雪                   | 2. RUSH                       | 五味誠(ZEPPET STORE)プロデュース |
| 2nd | 2014年02月12日 | 初雪                   | 3. 初雪（instrumental）       | 五味誠(ZEPPET STORE)プロデュース |
| 2nd | 2014年02月12日 | 初雪                   | 4. RUSH（instrumental）       | 五味誠(ZEPPET STORE)プロデュース |
| 3rd | 2020年10月04日 | 彼氏レシピ / Neverland | 1. 彼氏レシピ                 | 三代堅(M-AGE)、五味誠(ZEPPET STORE)プロデュース                                                                                            |
| 3rd | 2020年10月04日 | 彼氏レシピ / Neverland | 2. Neverland                  | 三代堅(M-AGE)、五味誠(ZEPPET STORE)プロデュース                                                                                            |
| 3rd | 2020年10月04日 | 彼氏レシピ / Neverland | 3. キラリ光れ                 | 三代堅(M-AGE)、五味誠(ZEPPET STORE)プロデュース                                                                                            |
| 3rd | 2020年10月04日 | 彼氏レシピ / Neverland | 4. 彼氏レシピ（instrumental） | 三代堅(M-AGE)、五味誠(ZEPPET STORE)プロデュース                                                                                            |
| 3rd | 2020年10月04日 | 彼氏レシピ / Neverland | 5. Neverland（instrumental）  | 三代堅(M-AGE)、五味誠(ZEPPET STORE)プロデュース                                                                                            |
| 3rd | 2020年10月04日 | 彼氏レシピ / Neverland | 6. キラリ光れ（instrumental） | 三代堅(M-AGE)、五味誠(ZEPPET STORE)プロデュース                                                                                            |
| 4th | 2021年12月29日 | A Beginning            | 1. A Beginning                | 三代堅(M-AGE)、五味誠(ZEPPET STORE)プロデュース 「A Beginning」がドイツのiTunes J-POP アルバムチャート1位を獲得。 2ヶ月で650枚予約を達成。 |
| 4th | 2021年12月29日 | A Beginning            | 2. 瞬き                       | 三代堅(M-AGE)、五味誠(ZEPPET STORE)プロデュース 「A Beginning」がドイツのiTunes J-POP アルバムチャート1位を獲得。 2ヶ月で650枚予約を達成。 |
| 4th | 2021年12月29日 | A Beginning            | 3. 花 ～Rearrange Mix～       | 三代堅(M-AGE)、五味誠(ZEPPET STORE)プロデュース 「A Beginning」がドイツのiTunes J-POP アルバムチャート1位を獲得。 2ヶ月で650枚予約を達成。 |

### メジャーシングル
|     | 発売日         | タイトル   | 収録曲         | オリコン 最高位              | 品番                              | 備考                                            |
| --- | -------------- | ---------- | -------------- | ---------------------------- | --------------------------------- | ----------------------------------------------- |
| 1st | 2023年10月04日 | Be my love | 1. Be my love  | デイリー：2位 ウィーク：23位 | typeA：POCS-5037 typeB：POCS-5038 | ユニバーサルミュージックより メジャーデビュー。 |
| 1st | 2023年10月04日 | Be my love | 2. A Beginning | デイリー：2位 ウィーク：23位 | typeA：POCS-5037 typeB：POCS-5038 | ユニバーサルミュージックより メジャーデビュー。 |

### アルバム
|     | 発売日         | タイトル       | 収録曲                      | 備考 |
| --- | -------------- | -------------- | --------------------------- | --- |
| 1st | 2014年07月30日 | 7～SEVEN～     | 1. 初雪（remastering）      | 五味誠(ZEPPET STORE)プロデュース [封入特典（初回生産分のみ）]オリジナル・トレーディングカード ※ランダム1枚封入（全7種類） |
| 1st | 2014年07月30日 | 7～SEVEN～     | 2. My HERO                  | 五味誠(ZEPPET STORE)プロデュース [封入特典（初回生産分のみ）]オリジナル・トレーディングカード ※ランダム1枚封入（全7種類） |
| 1st | 2014年07月30日 | 7～SEVEN～     | 3. Hand’s up!               | 五味誠(ZEPPET STORE)プロデュース [封入特典（初回生産分のみ）]オリジナル・トレーディングカード ※ランダム1枚封入（全7種類） |
| 1st | 2014年07月30日 | 7～SEVEN～     | 4. 花                       | 五味誠(ZEPPET STORE)プロデュース [封入特典（初回生産分のみ）]オリジナル・トレーディングカード ※ランダム1枚封入（全7種類） |
| 1st | 2014年07月30日 | 7～SEVEN～     | 5. 悪い女                   | 五味誠(ZEPPET STORE)プロデュース [封入特典（初回生産分のみ）]オリジナル・トレーディングカード ※ランダム1枚封入（全7種類） |
| 1st | 2014年07月30日 | 7～SEVEN～     | 6. ユメモノガタリ           | 五味誠(ZEPPET STORE)プロデュース [封入特典（初回生産分のみ）]オリジナル・トレーディングカード ※ランダム1枚封入（全7種類） |
| 1st | 2014年07月30日 | 7～SEVEN～     | 7. 魔法が解けたシンデレラ   | 五味誠(ZEPPET STORE)プロデュース [封入特典（初回生産分のみ）]オリジナル・トレーディングカード ※ランダム1枚封入（全7種類） |
| 2nd | 2014年08月27日 | 8～EIGHT～     | 1. Melody                   | 五味誠(ZEPPET STORE)プロデュース [封入特典（初回生産分のみ）]オリジナル・トレーディングカード ※ランダム1枚封入（全8種類） |
| 2nd | 2014年08月27日 | 8～EIGHT～     | 2. Smile                    | 五味誠(ZEPPET STORE)プロデュース [封入特典（初回生産分のみ）]オリジナル・トレーディングカード ※ランダム1枚封入（全8種類） |
| 2nd | 2014年08月27日 | 8～EIGHT～     | 3. パステル                 | 五味誠(ZEPPET STORE)プロデュース [封入特典（初回生産分のみ）]オリジナル・トレーディングカード ※ランダム1枚封入（全8種類） |
| 2nd | 2014年08月27日 | 8～EIGHT～     | 4. プラットホーム           | 五味誠(ZEPPET STORE)プロデュース [封入特典（初回生産分のみ）]オリジナル・トレーディングカード ※ランダム1枚封入（全8種類） |
| 2nd | 2014年08月27日 | 8～EIGHT～     | 5. As ONE                   | 五味誠(ZEPPET STORE)プロデュース [封入特典（初回生産分のみ）]オリジナル・トレーディングカード ※ランダム1枚封入（全8種類） |
| 2nd | 2014年08月27日 | 8～EIGHT～     | 6. アイツになりたい         | 五味誠(ZEPPET STORE)プロデュース [封入特典（初回生産分のみ）]オリジナル・トレーディングカード ※ランダム1枚封入（全8種類） |
| 2nd | 2014年08月27日 | 8～EIGHT～     | 7. LiNKS                    | 五味誠(ZEPPET STORE)プロデュース [封入特典（初回生産分のみ）]オリジナル・トレーディングカード ※ランダム1枚封入（全8種類） |
| 2nd | 2014年08月27日 | 8～EIGHT～     | 8. RUSH（remastering）      | 五味誠(ZEPPET STORE)プロデュース [封入特典（初回生産分のみ）]オリジナル・トレーディングカード ※ランダム1枚封入（全8種類） |
| 3rd | 2018年03月20日 | ハローグッバイ | 1. 雨のち虹色               | 五味誠(ZEPPET STORE)プロデュース                                                                                          |
| 3rd | 2018年03月20日 | ハローグッバイ | 2. Candy                    | 五味誠(ZEPPET STORE)プロデュース                                                                                          |
| 3rd | 2018年03月20日 | ハローグッバイ | 3. You                      | 五味誠(ZEPPET STORE)プロデュース                                                                                          |
| 3rd | 2018年03月20日 | ハローグッバイ | 4. Ride on                  | 五味誠(ZEPPET STORE)プロデュース                                                                                          |
| 3rd | 2018年03月20日 | ハローグッバイ | 5. 今さら好きとは言えなくて | 五味誠(ZEPPET STORE)プロデュース                                                                                          |
| 3rd | 2018年03月20日 | ハローグッバイ | 6. 僕らの唄                 | 五味誠(ZEPPET STORE)プロデュース                                                                                          |
| 4th | 2019年09月05日 | パレルヤ       | 1. rusted words             | 五味誠(ZEPPET STORE)プロデュース Acoustic album                                                                           |
| 4th | 2019年09月05日 | パレルヤ       | 2. NEVERLAND                | 五味誠(ZEPPET STORE)プロデュース Acoustic album                                                                           |
| 4th | 2019年09月05日 | パレルヤ       | 3. You ～Palerya mix～      | 五味誠(ZEPPET STORE)プロデュース Acoustic album                                                                           |
| 4th | 2019年09月05日 | パレルヤ       | 4. vanilla                  | 五味誠(ZEPPET STORE)プロデュース Acoustic album                                                                           |
| 4th | 2019年09月05日 | パレルヤ       | 5. ring×ring                | 五味誠(ZEPPET STORE)プロデュース Acoustic album                                                                           |
| 4th | 2019年09月05日 | パレルヤ       | 6. My HERO ～Palerya mix～  | 五味誠(ZEPPET STORE)プロデュース Acoustic album                                                                           |

### 映像作品
| 発売日         | タイトル                                     | 内容       | 備考                                                                     |
| -------------- | -------------------------------------------- | ---------- | ------------------------------------------------------------------------ |
| 2019年11月24日 | シュガーパレード ONEMAN LIVE 2019 “はぴぱれ” | ライブ映像 | 初回限定版のみ「ライブMC」「ring×ring（Music Video）」収録。             |
| 2023年04月28日 | シュガーパレード ONEMAN LIVE 2022            | ライブ映像 | シュガーパレード 9th Anniversary Tour Final MoMoka Birthday One-mon Live |

### タイアップ
| 楽曲                | 収録                      | タイアップ |
| ------------------- | ------------------------- | --- |
| 「My HERO」「初雪」 | 1stアルバム「7～SEVEN～」 | 洋服の青山 店頭CM＆ネットCM |
| 「NEVERLAND」       | 4thアルバム「パレルヤ」   | 2019年11月度エンディングテーマ - UX新潟テレビ21「まるどりっ！サプリ」 - UX新潟テレビ21「ヤンごとなき！」 - KFB福島放送「ヨジデス」 |